# Den dystra dagen
Den dystra dagen är en oljemålning av den flamländske renässanskonstnären Pieter Bruegel den äldre. Den är signerad BRVEGEL, daterad 1565 och utställd på Kunsthistorisches Museum i Wien. 
Den dystra dagen tillhör en serie om sex målningar (varav en är förkommen) som skildrar olika tider på året. De benämns ibland månadsbilder men skildrar alltså en tvåmånadersperiod. De beställdes av Nicolaes Jonghelinck(en), en köpman i Antwerpen, för sitt hus på landet. År 1594 gav Antwerpens stad målningen som gåva till den habsburgske prinsen Ernst av Österrike i samband med att han utnämndes till guvernör i Spanska Nederländerna. Han förvärvade ett flertal tavlor och är anledningen till att Kunsthistorisches Museum idag äger världens största samling av Bruegels verk, sammanlagt 14 stycken.
Denna bild representerar februari–mars som skildras som en mörk, stormig månad. Bönderna är upptagna med säsongsbetonade aktiviteter såsom att samla ved och beskära pilträd vars grenar används till staket. Längst ner till höger avbildas en grupp som förbereder sig för karneval. Dels ett barn som har på sig en papperskrona som var vanlig under fastlagsprocessioner, och dels en man med en kittel på huvudet som äter karnevalsvåfflor. Samma tema behandlade Bruegel i Striden mellan fastlagen och fastan. Spår av Bruegels burleska humor avslöjas längst ned till vänster där en man står och urinerar mot en värdshusvägg. I bakgrunden till vänster syns ett bergslandskap som knappast påminner om konstnärens hemtrakter i Flandern. Över bergen avtecknas ovädersmoln och på ett stormigt hav förliser segelskutor. 

## Bruegels månadsbilder

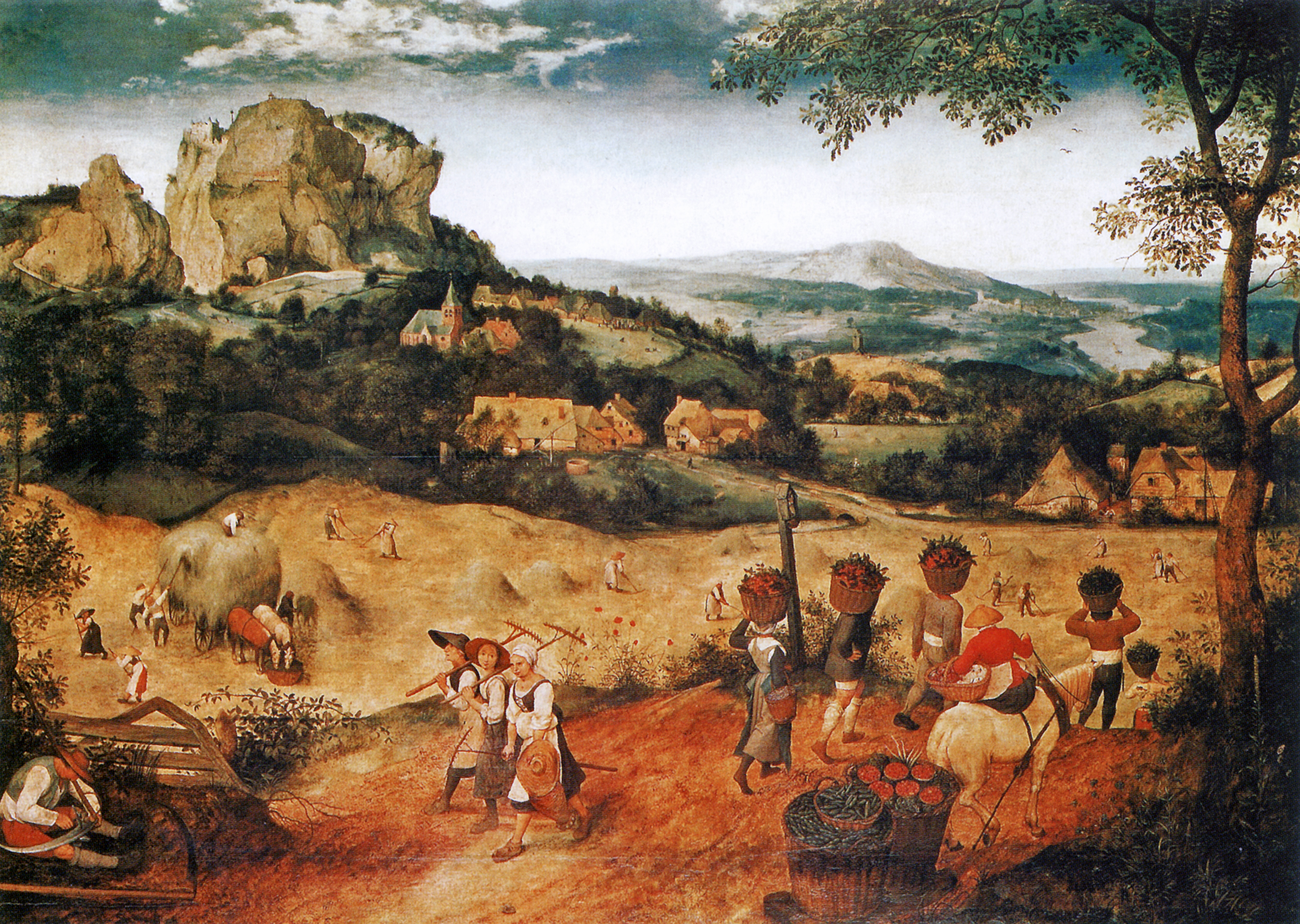
Höbärgningen (juni–juli), Lobkowiczpalatset i Pragborgen.
Skördemän (augusti–september), Metropolitan Museum of Art.
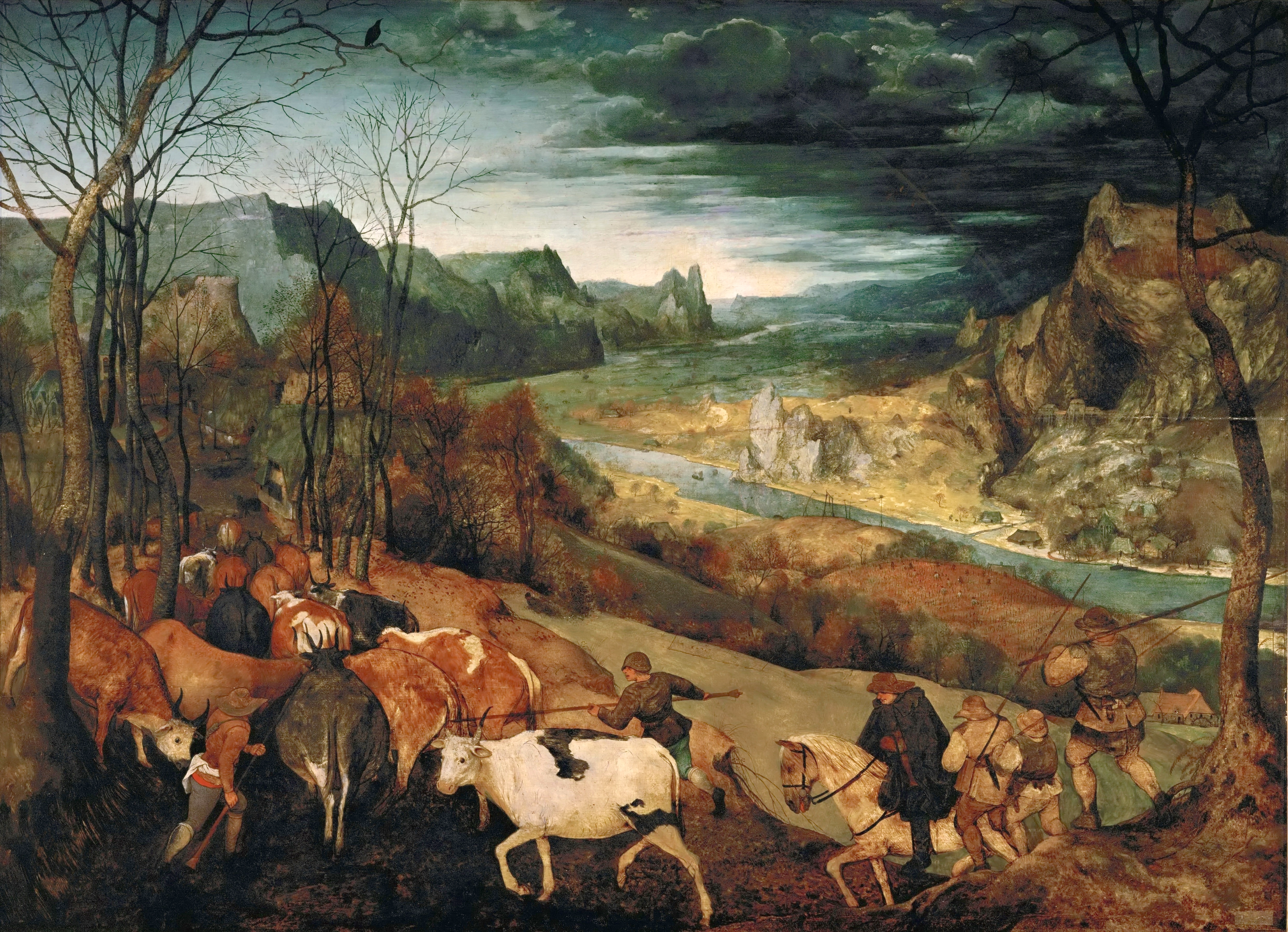
Hjorden återvänder (oktober–november), Kunsthistorisches Museum.
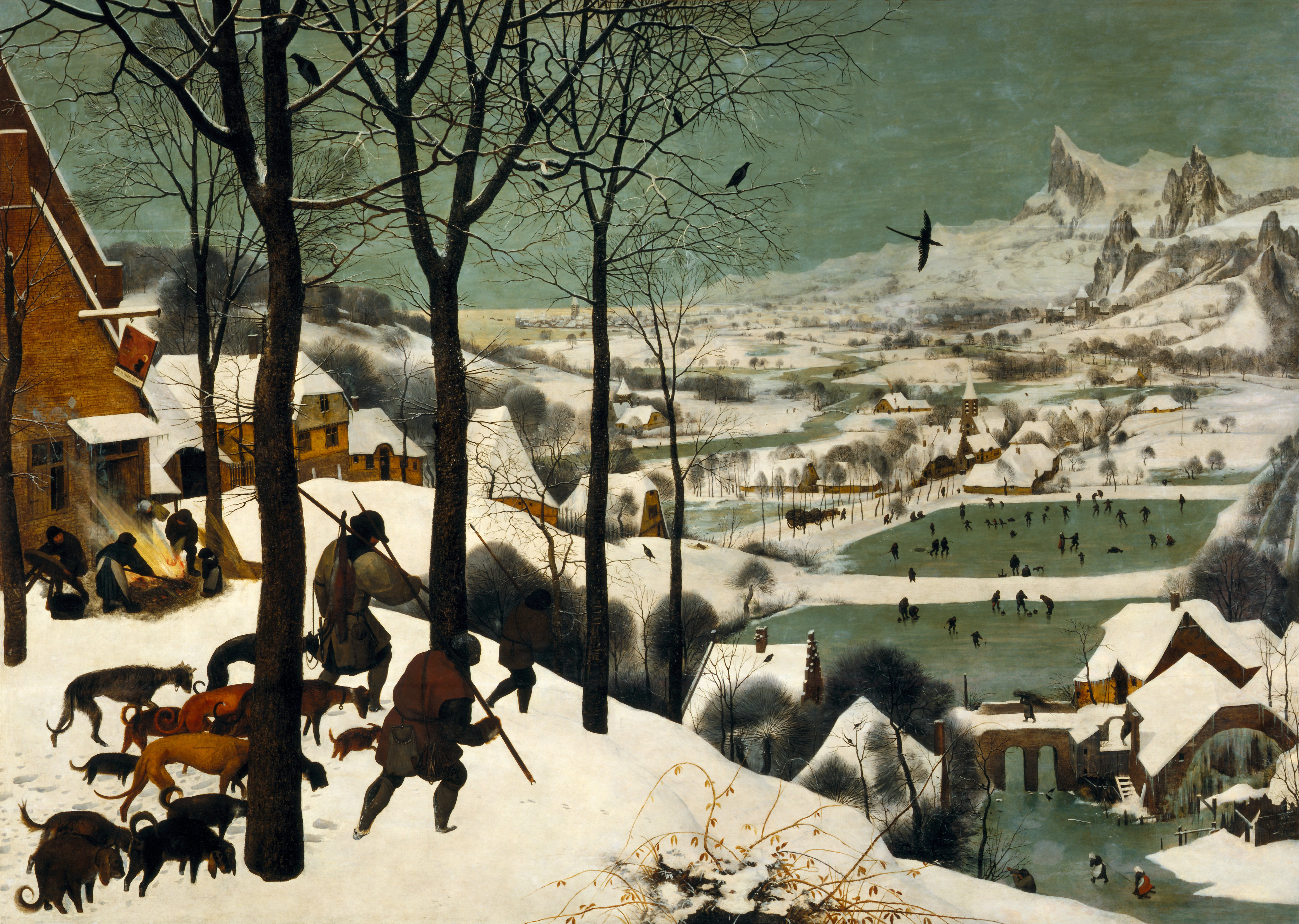
Jägarna i snön (december–januari ), Kunsthistorisches Museum.